# قنصور أسكينومنياني
قنصور أسكینومنياني (الاسم العلمي:Colutea aeschinomenoides) هي نوع نباتي يتبع جنس القنصور من فصيلة البقولية.